# ムスタンスィル
ムスタンスィル（アラビア語： المستنصر بالله ابو جعفر منصور　転写：al-Mustanṣir bi-Allāh  Abū Ja`far Manṣūr、1192年 - 1242年12月5日）は、アッバース朝第36代のカリフ（在位：1226年 - 1242年）である。ザーヒルの子。

## 人物
1226年、父の死後に即位する。彼の治世は平穏であり、隊商の宿泊施設を多く建設して交易を促進したことで物資が領内に行き渡った。この頃になるとモンゴル帝国の進出がイラクにまで広がるようになり、ムスタンスィルは対モンゴル戦を聖戦として戦おうとしたが、その用意を整えている大事なときになって急死した。
敬虔なカリフとして知られ、モスク、マドラサを多く建設した。1234年にバグダードの市内に創建されたムスタンスィリーヤ学院は、単一の法学派のための施設だったそれまでのマドラサと異なり、はじめてスンナ派4大法学派すべての講義が行われた。おりしもモンゴルの中央アジア、イラン侵攻という難関の時期であり、祖父ナースィルが目指した全ムスリムに対するカリフの強力なリーダーシップの復興という理念を受継ぐ彼の志向を反映したものだろうと言われている。